# ノーマン・ヤン
ノーマン・ヤン (Norman Yeung) は、カナダの俳優。

## 出演作品
- バイオハザードIV アフターライフ（キム）